# Yrsa Liisberg
Yrsa Liisberg født Yrsa Ellen Duvier (født 26. marts 1890 i København, død 16. juni 1938 på Frederiksberg) var en dansk koncertsangerinde og sanglærerinde, som primært var aktiv i 1920'erne. 
Liisberg var datter af glarmester August Duvier og Ellen Wengler. Hun debuterede som sangerinde på Boulevardens Børnehjælpskabaret med nogle franske viser i forbindelse med den københavnske børnehjælpsdag i 1911, hvor bl.a. Else Frölich og Henry Seemann ligeledes optrådte. Snart modtog hun uddannelse hos Ellen Beck, siden på musikkonservatoriet i Paris hos den berømte franske operasanger Paul Guillamat og optrådte ved første egen solokoncert i 1919 i Hornung & Møllers koncertsal i Dehns Palæ. Liisberg, som særligt udmærkede sig i romance-genren, optrådte ofte i 1920'erne i både Danmark og udlandet, men indstillede sin professionelle koncertkarriere i begyndelsen af 1930'erne, hvorefter hun udelukkende underviste privat. Hun var stærkt optaget af Frankrig og var mangeårigt medlem af Alliance Française.
Liisberg giftede sig i 1913 med repræsentant, senere grosserer, Aage Rasmus Liisberg. Deres søn, Frants Liisberg, var administrerende direktør for LM Ericsson A/S i Danmark. 